# 哈基姆·奥拉朱旺
哈基姆·阿布都·奥拉朱旺（1963年1月21日—），出生于尼日利亚，非洲裔美國NBA聯盟前職業籃球運動員。十八年職業生涯效力過休士頓火箭和多倫多暴龍，場上位置為中鋒。曾帶領火箭在1994年和1995年連續兩年奪得NBA總冠軍。退休後，於2008年入選奈史密斯籃球名人紀念堂、2016年入選FIBA籃球名人紀念堂。被普遍認為是聯盟歷史中偉大的長人中鋒球員之一。由於其在大學時期的某一場比賽中一名比賽解說員看到歐拉朱萬的籃下腳步後驚嘆“這太夢幻了！”，因此被球迷稱為大夢（The Dream），更有球迷稱其球技在整个90年代只在喬丹之下。
直至2008年三月，歐拉朱萬是在NBA史上四位達到大四喜（得分、籃板、阻攻、助攻、抄截其中四項）的球員其中之一（其餘三位是：内特·瑟蒙德、阿爾文·羅伯遜、大衛·羅賓遜）。歐拉朱萬也是NBA歷史上總阻攻記錄的保持人。
雖然與大衛·羅賓森、派屈克·尤英、俠客·歐尼爾併稱為90年代的NBA四大中鋒，但普遍認為歐拉朱萬是當中最強的，迈克尔·乔丹甚至稱他為打著中鋒位置的小前鋒。

## 早期生涯
歐拉朱萬生於尼日利亞首都拉各斯，是在當地一戶尚算富有的家庭中長大。在17歲以前，歐拉朱萬並未接觸過籃球。小時候的他最喜歡的運動是足球及手球，特別是手球，由於他人高馬大，加上速度快，讓他在球場上百步穿楊，也讓他日後打籃球奠定了他的技術及反應。

## 大學時期
歐拉朱萬入讀了美國休士頓大學，並聯合了該校明星後衛克萊德·崔斯勒（Clyde Drexler）讓該校成為了一支強隊。可是歐拉朱萬在該校四年（第一年奧拉祖雲並沒有參加校隊，因此歐拉朱萬只在該校打了三年球），並未能為該校贏得NCAA總冠軍。在1984年，歐拉朱萬帶領休士頓大學打入NCAA總決賽，卻敗給了由派屈克·尤英（Patrick Ewing）領軍的喬治城大學。此後，歐拉朱萬參加了NBA选秀。

## NBA生涯

### 休士頓火箭（1984–2001）

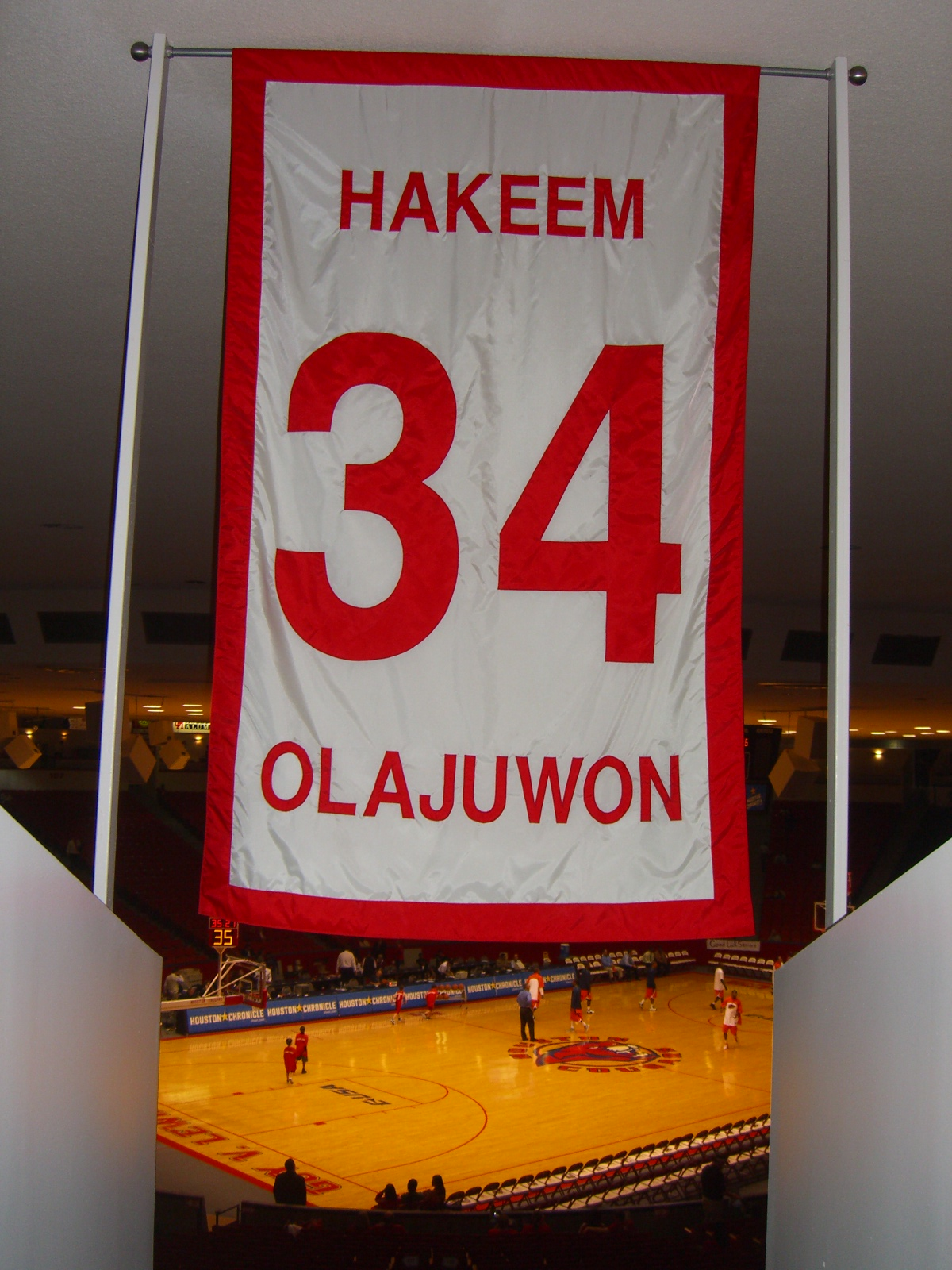
歐拉朱萬的34号球衣为休士頓大學所退休。

歐拉朱萬在1984年NBA選秀中被休士頓火箭隊以狀元簽選中。他被視為是有史以來最靈活及最全能的中鋒球員之一，同時也是NBA歷史上總阻攻數紀錄的保持人。
在歐拉朱萬加入火箭隊時，隊中已有一位年前的選秀狀元，隊中的首發中鋒拉爾夫·桑普森（Ralph Sampson），這個組合讓當時的火箭隊擁有驚人的內線力量。歐拉朱萬於新秀年已經取得平均每場20.6分、11.9個籃板球及2.7次封阻。並入選了當年NBA最佳新秀陣容第一隊，在最佳新人選舉中落後於邁克爾·喬丹。該年火箭隊成績為48勝34負，季後賽首圈輸給了猶他爵士。
次年（1985-86球季），歐拉朱萬以平均23.5分、11.5個籃板球及驚人的3.4次阻攻，帶領火箭隊以51勝31負的成績再度進入季後賽。在火箭“雙塔”的帶動下，火箭隊在季後賽一路過關，並且在西部決賽以4：1的成績把衛冕冠軍洛杉磯湖人淘汰出局，於NBA總決賽遇上波士頓凱爾特人，不過他們最終以2：4輸掉了冠軍戰。
1987-88年球季，火箭把狀態逐年下滑的拉爾夫·桑普森交易至金州勇士，歐拉朱萬要肩負起領軍責任。但火箭隊的成績一直沒有起色，從1987-88至1990-91的四個球季，火箭隊都在季後賽首圈止步，1991-92年球季甚至連季後賽也不入。

#### 二連霸時期
1993-94球季，正值麥可·喬丹退役，芝加哥公牛進入重建時期，火箭隊有了極大的起色。在歐拉朱萬帶領下，他們開季錄得12連勝，最終球隊以歷來最佳戰績58勝24負進入季後賽，歐拉朱萬本人也獲得了NBA最有價值球員。季後賽中歐拉朱萬帶領火箭隊先後以3：1、4：3及4：1淘汰了波特蘭開拓者、菲尼克斯太陽及猶他爵士進入NBA總決賽，特別是第二圈，他們一度落後給太陽隊2：0的情況下反勝4：3。總決賽中，火箭一度落後2：3的情況下反勝纽约尼克斯，於關鍵的第六戰，歐拉朱萬於最後關頭封阻了對方後衛約翰·史塔克斯（John Starks）的最後一擊。並在最終於第七戰，奪取了25分及10籃板球，協助火箭隊奪得了隊史上首個NBA總冠軍，也讓火箭隊成為六年內首支奪冠的NBA西部球隊，同時火箭隊成為首支奪冠的西部非太平洋賽區的西部隊伍，也是自80年代以来，除洛杉磯湖人以外首奪NBA總冠軍的西部隊伍。歐拉朱萬也以平均26.9分及50%投射命中率，奪得NBA總決賽最有價值球員。
次年，火箭隊只以47勝35敗西部第六名的成績完成了例行賽，但季後賽中，歐拉朱萬聯同球季季中轉會至火箭的前度大學隊友克莱德·德雷克斯勒帶領火箭隊以衛冕冠軍姿態一路以下克上擊退強敵，先後以3：2、4：3及4：2擊敗了60勝的猶他爵士、59勝的菲尼克斯太陽及62勝的聖安東尼奧馬刺，第二圈中，火箭隊一度落後給菲尼克斯太陽1：3的被淘汰邊緣，但歐拉朱萬帶領火箭隊絕地反擊，最後連勝三仗，連續兩年反勝同一對手。西部決賽中，歐拉朱萬面對1994-95年度NBA最有價值球員大衛·羅賓遜（David Robinson），更是完全把對手比下去，6戰平均35.3分，相對之下羅賓遜平均只得23.8分，而且進攻時多次以假動作輕易把羅賓遜耍得團團轉。士氣如虹的火箭隊最終進入總決賽，遇上沙奎爾·奧尼爾領軍的57勝的奧蘭多魔術，首戰於一度落後20分的情況下，火箭隊頻頻靠肯尼．史密斯（Kenny Smith）於外線投三分，於比賽完結前追平了比分。加時戰最後時刻，克莱德·德雷克斯勒起手不中，歐拉朱萬補籃命中，助火箭取得最後勝利。其後，火箭贏下了往後3場比賽，以總局數4：0衛冕成功，歐拉朱萬當之無愧地再度獲選為NBA總決賽最有價值球員。

#### 两次三巨头时期及火箭生涯末年
隨後數年，飞人喬丹復出，NBA再一次進入公牛王朝。隨著西岸競爭愈趨激烈，歐拉朱萬和崔斯勒也因年事漸高和伤病困扰，状态不复当年。1996年休赛期，曾在94和95两个赛季被火箭淘汰的手下败将查爾斯·巴克利（Charles Barkley）为了在生涯末年圆总冠军梦，选择申请交易被太阳队交易至火箭队，与奥拉朱旺和德雷克斯勒组成了三巨头，但连续两年季后赛被犹他爵士挡在西部，未能与公牛展开巅峰对决。崔斯勒於1998年宣佈退休，时值乔丹第二次退役，公牛王朝分崩离析，联盟再次进入群雄逐鹿时代，火箭盯上了急于获得高薪和离开乔丹证明自己的史考提·皮朋（Scottie Pippen），巴克利为了总冠军最后一博，选择自降薪水以帮助火箭招揽皮蓬，成功组成2.0版本的三巨头，然而火箭隊在1998-99季后赛第一轮被沙奎尔·奧尼尔率领的洛杉矶湖人1：3轻松淘汰，赛后皮蓬因离奇的低迷表现被巴克利质疑职业素养，休赛季两人公开决裂，球队在无奈之下只能将皮蓬交易至波特兰开拓者，而巴克利也在1999-00赛季的一场常规赛中旧伤复发赛季报销，随即宣布退役。此后，火箭隊以年輕後衛卡蒂諾·莫布裡和2000年NBA最佳新秀得主史蒂夫·弗朗西斯（2000年，弗朗西斯和埃爾頓·布蘭德分享了年度最佳新秀榮譽）开始了重建，奥拉朱旺则在1999-00、2000-01两季中饱受伤病困扰，两年分别只出战44和58场，各项数据也跌至生涯新低。

### 多倫多暴龍（2001–2002）

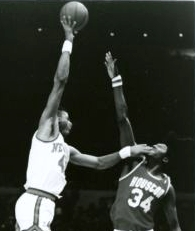
奥拉朱旺（右）嘗試封蓋對手上籃

2001年自由市场，奥拉朱旺拒絕火箭隊提供的1年1300萬美元的合同，并表示希望去到一支有争冠希望的球队发挥余热，火箭队尊重其意愿，8月2日将他交易到了多倫多暴龍，而暴龍隊提供的合同則是三年1800萬美元。
奧拉朱旺來到暴龍隊的首個賽季場均只有7.1分和6個籃板進賬，而這也成了他的最後一個賽季。2002年3月7日對達拉斯小牛的比賽使奧拉朱旺職業生涯的上場時間達到43886分鐘，超越奧斯卡·羅伯森成為NBA歷史上上場時間總數第九多選手。2002年12月16日對華盛頓奇才的比賽將自己職業生涯的得分提高到26711分，超越奧斯卡·羅伯森成為NBA得分總數第七的選手。2001-02賽季結束後，奧拉朱旺因為傷病原因宣布退役。

## 球風
歐拉朱萬最出名的是他的梦幻脚步和「盖帽」。他的盖帽數目前遙遙領先所有的NBA球星，高達3,830次，也讓歐拉朱萬得到了霸王稱號：「非洲天王」。雖然歐拉朱萬的得分能力很有名，但是其招式比不上他的｢蓋帽｣來的響亮，在歐拉朱萬生涯近三千九百次的阻攻及｢美技防守｣數次中，抄截占了四成以上。而歐拉朱萬的｢蓋帽｣，於休士頓火箭隊時期，曾經單場送出十二個｢阻攻｣，而抄截卻不到十次。
他曾经两度率火箭队获得NBA总冠军并当选总决赛最有价值球员（1994年、1995年）、在职业生涯中曾获得一次常规赛最有价值球员（1994年）、两次NBA最佳防守球员（1993年、1994年）、六次入选NBA最佳阵容（1987年、1988年、1989年、1993年、1994年、1997年）、三次入选第二阵容（1986年、1990年、1996年）、 三次入选第三阵容（1991年、1995年、1999年）、五次入选最佳防守阵容 （1987年、1988年、1990年、1993年、1994年）、 十二次参加全明星赛、并在1996年代表美国获得奥运会金牌。

## 退休生活
歐拉朱萬退休後曾經教導過許多球員的低位單打技術與步法，其中包括一些聯盟的超級球星，如勒布朗·詹姆斯、科比·布萊恩、德懷特·霍華德、阿瑪雷·斯塔德邁爾、卡梅羅·安東尼等等，其教學影片亦公開在網路。其中，詹姆斯在求教於歐拉朱萬之後，下賽季低位進攻有顯著的提升，命中率提升至53%並奪下了MVP與總冠軍。
2002年11月11日，火箭队为奥拉朱旺举行了34号球衣退役仪式。2008年奥拉朱旺入选名人堂之际，火箭队又在新主场丰田中心外建起了一座34号球衣雕像。
2008年4月7日，歐拉朱萬與昔日勁敵帕特里克·尤因、著名教練帕特·萊利一同入選奈史密斯籃球名人紀念堂。

## 成就/榮譽

### NBA獎項
- 2次NBA總冠軍（1994、1995）
- 2次NBA總決賽MVP（1994、1995）
- 1次NBA年度MVP（1994）
- 2次NBA最佳防守球員（1993、1994）
- 12次NBA最佳陣容:

- 6次NBA年度第一隊（1987、1988、1989、1993、1994、1997）
- 3次NBA年度第二隊（1986、1990、1996）
- 3次NBA年度第三隊（1991、1995、1999）

- 9次NBA最佳防守陣容:

- 5次NBA最佳防守陣容第一隊（1987、1988、1990、1993、1994）
- 4次NBA最佳防守陣容第二隊（1985、1991、1996、1997）

- 1次NBA最佳新秀阵容第一队（1985）
- 12次NBA全明星賽（1985－1990、1992－1997）
- 2次篮板王（1989、1990）
- 3次盖帽王（1990、1991、1993）
- 1枚奧林匹克運動會金牌（1996）
- NBA50大球星（1996）
- NBA75大球星（2022）

## 職業生涯數據

### NBA例行賽數據統計
| 賽季     | 球隊       | GP   | GS   | MPG  | FG%  | 3P%   | FT%  | RPG   | APG | SPG | BPG  | PPG  |
| -------- | ---------- | ---- | ---- | ---- | ---- | ----- | ---- | ----- | --- | --- | ---- | ---- |
| 1984–85  | 休士頓火箭 | 82*  | 82*  | 35.5 | 53.8 | ...   | 61.3 | 11.9  | 1.4 | 1.2 | 2.7  | 20.6 |
| 1985–86  | 休士頓火箭 | 68   | 68   | 36.3 | 52.6 | ...   | 64.5 | 11.5  | 2.0 | 2.0 | 3.4  | 23.5 |
| 1986–87  | 休士頓火箭 | 75   | 75   | 36.8 | 50.8 | 20.0  | 70.2 | 11.4  | 2.9 | 1.9 | 3.4  | 23.4 |
| 1987–88  | 休士頓火箭 | 79   | 79   | 35.8 | 51.4 | 0.0   | 69.5 | 12.1  | 2.1 | 2.1 | 2.7  | 22.8 |
| 1988–89  | 休士頓火箭 | 82*  | 82*  | 36.9 | 50.8 | 0.0   | 69.6 | 13.5* | 1.8 | 2.6 | 3.4  | 24.8 |
| 1989–90  | 休士頓火箭 | 82*  | 82*  | 38.1 | 50.1 | 16.7  | 71.3 | 14.0* | 2.9 | 2.1 | 4.6* | 24.3 |
| 1990–91  | 休士頓火箭 | 56   | 50   | 36.8 | 50.8 | 0.0   | 76.9 | 13.8  | 2.3 | 2.2 | 3.9* | 21.2 |
| 1991–92  | 休士頓火箭 | 70   | 69   | 37.7 | 50.2 | 0.0   | 76.6 | 12.1  | 2.2 | 1.8 | 4.3  | 21.6 |
| 1992–93  | 休士頓火箭 | 82   | 82*  | 39.5 | 52.9 | 0.0   | 77.9 | 13.0  | 3.5 | 1.8 | 4.2* | 26.1 |
| 1993–94† | 休士頓火箭 | 80   | 80   | 41.0 | 52.8 | 42.1  | 71.6 | 11.9  | 3.6 | 1.6 | 3.7  | 27.3 |
| 1994–95† | 休士頓火箭 | 72   | 72   | 39.6 | 51.7 | 18.8  | 75.6 | 10.8  | 3.5 | 1.8 | 3.4  | 27.8 |
| 1995–96  | 休士頓火箭 | 72   | 72   | 38.8 | 51.4 | 21.4  | 72.4 | 10.9  | 3.6 | 1.6 | 2.9  | 26.9 |
| 1996–97  | 休士頓火箭 | 78   | 78   | 36.6 | 51.0 | 31.3  | 78.7 | 9.2   | 3.0 | 1.5 | 2.2  | 23.2 |
| 1997–98  | 休士頓火箭 | 47   | 45   | 34.7 | 48.3 | 0.0   | 75.5 | 9.8   | 3.0 | 1.8 | 2.0  | 16.4 |
| 1998–99  | 休士頓火箭 | 50*  | 50*  | 35.7 | 51.4 | 30.8  | 71.7 | 9.6   | 1.8 | 1.6 | 2.5  | 18.9 |
| 1999–00  | 休士頓火箭 | 44   | 28   | 23.8 | 45.8 | 0.0   | 61.6 | 6.2   | 1.4 | 0.9 | 1.6  | 10.3 |
| 2000–01  | 休士頓火箭 | 58   | 55   | 26.6 | 49.8 | 0.0   | 62.1 | 7.4   | 1.2 | 1.2 | 1.5  | 11.9 |
| 2001–02  | 多倫多暴龍 | 61   | 37   | 22.6 | 46.4 | 0.0   | 56.0 | 6.0   | 1.1 | 1.2 | 1.5  | 7.1  |
| 生涯     | 生涯       | 1238 | 1186 | 35.7 | 51.2 | 20.2  | 71.2 | 11.1  | 2.5 | 1.7 | 3.1  | 21.8 |
| 明星賽   | 明星賽     | 12   | 8    | 23.2 | 40.9 | 100.0 | 52.0 | 7.8   | 1.4 | 1.3 | 1.9  | 9.8  |

### NBA季後賽數據統計
| 賽季     | 球隊       | GP  | GS  | MPG  | FG%  | 3P%  | FT%  | RPG  | APG | SPG | BPG  | PPG  |
| -------- | ---------- | --- | --- | ---- | ---- | ---- | ---- | ---- | --- | --- | ---- | ---- |
| 1984–85  | 休士頓火箭 | 5   | 5   | 37.4 | 47.7 | ...  | 47.8 | 13.0 | 1.4 | 1.4 | 2.6  | 21.2 |
| 1985–86  | 休士頓火箭 | 20  | 20  | 38.3 | 53.0 | 0.0  | 63.8 | 11.8 | 2.0 | 2.0 | 3.5  | 26.9 |
| 1986–87  | 休士頓火箭 | 10  | 10  | 38.9 | 61.5 | 0.0  | 74.2 | 11.3 | 2.5 | 1.3 | 4.3  | 29.2 |
| 1987–88  | 休士頓火箭 | 4   | 4   | 40.5 | 57.1 | 0.0  | 88.4 | 16.8 | 1.8 | 2.3 | 2.8  | 37.5 |
| 1988–89  | 休士頓火箭 | 4   | 4   | 40.5 | 51.9 | ...  | 68.0 | 13.0 | 3.0 | 2.5 | 2.8  | 25.3 |
| 1989–90  | 休士頓火箭 | 4   | 4   | 40.3 | 44.3 | ...  | 70.6 | 11.5 | 2.0 | 2.5 | 5.8  | 18.5 |
| 1990–91  | 休士頓火箭 | 3   | 3   | 43.0 | 57.8 | 0.0  | 82.4 | 14.7 | 2.0 | 1.3 | 2.7  | 22.0 |
| 1992–93  | 休士頓火箭 | 12  | 12  | 43.2 | 51.7 | 0.0  | 82.7 | 14.0 | 4.8 | 1.8 | 4.9  | 25.7 |
| 1993–94† | 休士頓火箭 | 23  | 23  | 43.0 | 51.9 | 50.0 | 79.5 | 11.0 | 4.3 | 1.7 | 4.0  | 28.9 |
| 1994–95† | 休士頓火箭 | 22  | 22  | 42.2 | 53.1 | 50.0 | 68.1 | 10.3 | 4.5 | 1.2 | 2.8  | 33.0 |
| 1995–96  | 休士頓火箭 | 8   | 8   | 41.1 | 51.0 | 0.0  | 72.5 | 9.1  | 3.9 | 1.9 | 2.1  | 22.4 |
| 1996–97  | 休士頓火箭 | 16  | 16  | 39.3 | 59.0 | 0.0  | 73.1 | 10.9 | 3.4 | 2.1 | 2.6  | 23.1 |
| 1997–98  | 休士頓火箭 | 5   | 5   | 38.0 | 39.4 | 0.0  | 72.7 | 10.8 | 2.4 | 1.0 | 3.2  | 20.4 |
| 1998–99  | 休士頓火箭 | 4   | 4   | 30.8 | 42.6 | ...  | 87.5 | 7.3  | 0.5 | 1.3 | 0.8  | 13.3 |
| 2001–02  | 多倫多暴龍 | 5   | 0   | 17.2 | 54.5 | ...  | 66.7 | 3.8  | 0.4 | 1.4 | 0.8  | 5.6  |
| 生涯     | 生涯       | 145 | 140 | 39.6 | 52.8 | 22.2 | 71.9 | 11.2 | 3.2 | 1.7 | 3.3‡ | 25.9 |

### 职业生涯最高点

#### 常规赛
| 项目               | 最佳         | 对手               | 日期           |
| ------------------ | ------------ | ------------------ | -------------- |
| 得分               | 52           | vs. 丹佛掘金       | 1990年4月19日  |
| 场均进球率         | 15–17 (.882) | vs. 明尼苏达森林狼 | 1993年11月11日 |
| 进球数             | 24           | vs. 丹佛掘金       | 1997年1月30日  |
| 投篮次数           | 40           | vs. 丹佛掘金       | 1997年1月30日  |
| 罚球命中，无一失手 | 13–13        | vs. 明尼苏达森林狼 | 1997年3月25日  |
| 罚球命中           | 17           | vs. 犹他爵士       | 1993年1月10日  |
| 罚球次数           | 20           | vs. 奥兰多魔术     | 1989年12月17日 |
| 篮板               | 25           | at 纽约尼克斯      | 1985年2月14日  |
| 进攻型篮板         | 15           | at 纽约尼克斯      | 1985年2月14日  |
| 防守篮板           | 22           | at 底特律活塞      | 1990年2月27日  |
| 助攻               | 12           | at 金州勇士        | 1994年12月1日  |
| 抢断               | 8            | at 克里夫兰骑士    | 1987年11月19日 |
| 盖帽               | 11           | vs. 丹佛掘金       | 1990年4月19日  |
| 出场时间(分钟）    | 55 (2 OT)    | vs. 西雅图超音速   | 1987年3月10日  |

#### 季后赛
| 项目               | 最佳      | 对手             | 日期          |
| ------------------ | --------- | ---------------- | ------------- |
| 得分               | 49 (2 OT) | at 西雅图超音速  | 1987年5月14日 |
| 进球数             | 20        | vs 犹他爵士      | 1995年4月27日 |
| 投篮次数           | 34        | vs. 菲尼克斯太阳 | 1995年5月14日 |
| 罚球命中，无一失手 | 13–13     | vs. 犹他爵士     | 1994年5月25日 |
| 罚球命中           | 18        | vs. 洛杉矶快船   | 1993年5月1日  |
| 罚球次数           | 20        | vs. 洛杉矶快船   | 1993年5月1日  |
| 篮板               | 26        | at 達拉斯獨行俠  | 1988年4月30日 |
| 进攻篮板           | 11 (2 OT) | at 西雅图超音速  | 1987年5月14日 |
| 防守篮板           | 19        | at 達拉斯獨行俠  | 1988年4月30日 |
| 助攻               | 10        | vs. 菲尼克斯太阳 | 1995年5月18日 |
| 抢断               | 6         | vs. 丹佛掘金     | 1986年4月26日 |
| 盖帽               | 10        | vs 洛杉矶湖人    | 1990年4月29日 |

#### 顶尖的盖帽
|  | 发生在季后赛的比赛中              |
|  | 四双（NBA历史上四次中的第三次）。 |

| 盖帽      | 对手           | 在主场（主）/客场（客） | 日期           | 分钟 | 得分 (篮球) | 篮板球 | 助攻 (籃球) | 抢断 |
| --------- | -------------- | ----------------------- | -------------- | ---- | ----------- | ------ | ----------- | ---- |
| 12 (2 OT) | 西雅图超音速   | 主                      | 1987年3月10日  | 55   | 38          | 17     | 6           | 7    |
| 12        | 犹他爵士       | 客                      | 1989年11月11日 | 42   | 24          | 21     | 2           | 5    |
| 11        | 金州勇士       | 主                      | 1986年1月7日   | 40   | 26          | 12     | 7           | 2    |
| 11        | 金州勇士       | 客                      | 1990年3月3日   | 40   | 29          | 18     | 9           | 5    |
| 11        | 密尔沃基雄鹿   | 主                      | 1990年3月29日  | 40   | 18          | 16     | 10          | 1    |
| 11 (OT)   | 奥兰多魔术     | 客                      | 1990年12月20日 | 50   | 24          | 16     | 4           | 2    |
| 10        | 圣安东尼奥马刺 | 客                      | 1988年4月21日  | 42   | 38          | 10     | 4           | 5    |
| 10        | 奥兰多魔术     | 主                      | 1989年12月17日 | 43   | 32          | 25     | 2           | 3    |
| 10        | 洛杉矶湖人     | 客                      | 1990年4月29日  | 43   | 11          | 11     | 1           | 2    |
| 10 (OT)   | 波特兰开拓者   | 客                      | 1993年1月3日   | 44   | 40          | 9      | 3           | 1    |
| 10        | 温哥华灰熊队   | 客                      | 1995年12月13日 | 38   | 15          | 14     | 3           | 1    |
| 10        | 達拉斯獨行俠   | 主                      | 1996年4月13日  | 32   | 31          | 13     | 6           | 0    |